# Sacred Hearts Club
Sacred Hearts Club (Traducido: Club de los Corazones Sagrados) es el tercer disco de estudio de la banda de indie pop Foster The People. Este disco salió oficialmente a la venta el 21 de julio del 2017, tanto en físico como en las diversas plataformas digitales donde se encuentra a este grupo musical, bajo el sello discográfico de Columbia Records. 
La producción del álbum surge de un viaje que realizó Mark Foster por Birmania, y que él mismo califica como un álbum "más rítmico y feroz".

## Sencillos
Del álbum se desprenden tres sencillos: "Doing It for the Money", lanzado el 27 de abril de 2017; "Loyal Like Sid & Nancy", que fue publicado el 30 de junio de 2017 y finalmente "Sit Next to Me", publicado el 24 de julio de 2017.

## Lista de canciones
| N.º | Título                   | Duración |  |
| 1.  | «Pay the Man»            | 3:53     |  |
| 2.  | «Doing It for the Money» | 3:46     |  |
| 3.  | «Sit Next to Me»         | 4:03     |  |
| 4.  | «SHC»                    | 4:16     |  |
| 5.  | «I Love My Friends»      | 3:45     |  |
| 6.  | «Orange Dream»           | 1:20     |  |
| 7.  | «Static Space Lover»     | 4:00     |  |
| 8.  | «Lotus Eater»            | 3:02     |  |
| 9.  | «Time To Get Closer»     | 0:57     |  |
| 10. | «Loyal Like Sid & Nancy» | 4:40     |  |
| 11. | «Harden The Paint»       | 3:54     |  |
| 12. | «III»                    | 4:09     |  |